# Base Erosion and Profit Shifting
Unter der englischen Bezeichnung Base Erosion and Profit Shifting (BEPS) versteht man die geplante Verminderung steuerlicher Bemessungsgrundlagen und das grenzüberschreitende Verschieben von Gewinnen durch multinationale Konzerne. Der Begriff „Base Erosion and Profit Shifting“ wurde durch die für Steuerfragen zuständige Task Force der OECD geprägt.

## Ausgangslage
Als beispielhaft für BEPS ist laut OECD die missbräuchliche Steuergestaltungsstrategie durch Google zu nennen: Das Google-Mutterunternehmen (mit Sitz in den USA) überträgt Lizenzen für die Nutzung der Suchmaschine auf die Tochtergesellschaft auf den Bermudas (Steueroase). In Europa besitzt Google eine irische Tochter. Die Bermudas-Gesellschaft würde Lizenzen gegen Gebührenzahlung an die irische Tochter gewähren, die besteuert werden könnten. Diese Besteuerung wird jedoch durch Zwischenschaltung einer Gesellschaft mit Sitz in den Niederlanden umgangen, da nun nicht mehr die Bermudas-Gesellschaft, sondern die niederländische Tochter Lizenzen an die irische Tochtergesellschaft vergibt. In diesem Fall wird die Lizenzgebührenrichtlinie der EU angewandt und es werden keine irischen Quellensteuern erhoben. Die Einkünfte aus Lizenzvergabe gelangen unversteuert auf die Bermudas.
Diese missbräuchliche Gestaltungsstrategien wollten die Industriestaaten nicht mehr akzeptieren und haben im Rahmen des G20-Gipfels im mexikanischen Los Cabos im Juni 2012 die OECD zur Ausarbeitung eines Lösungsansatzes beauftragt.

## Ziele
Laut OECD stellt die Erosion der Steuerbasis eine Bedrohung für Steuereinnahmen, Steuersouveränität und Steuerfairness dar. Die Steuerplanung der multinationalen Unternehmen sei im Laufe der Zeit aggressiver geworden. Daher sei es notwendig, die steuerlichen Rahmenbedingungen auf internationaler Ebene bis zu einem gewissen Grad zu vereinheitlichen, um zu gewährleisten, dass jede Steuerjurisdiktion einen fairen Anteil an dem ihm jeweils zustehenden Steuersubstrat erhält.
Die meisten Maßnahmen des BEPS-Aktionsplans haben daher das Ziel, steuerliche Gestaltungsmöglichkeiten zu identifizieren und zu verhindern. Außerdem wollen die Staaten die internationale Zusammenarbeit effizienter gestalten und grenzüberschreitende internationale steuerrechtliche Verordnungen zur Verhinderung eines Steuerwettbewerbs ausarbeiten. Da die BEPS-Phänomene im Bereich des Online-Handels am stärksten ausgeprägt sind, sollen internationale steuerliche Regelungen stärker an diese modernen Unternehmen und Konzerne angepasst werden, etwa durch die Anerkennung digitaler Betriebsstätten als steuerlichem Anknüpfungspunkt.

## Entwicklung
Im Februar 2013 hat die OECD mit dem Report „Adressing Base Erosion and Profit Shifting“ erstmals Untersuchungsergebnisse zum Ausmaß und der Funktionsweise der Gewinnverlagerung ausgearbeitet und veröffentlicht.  Besonders im Fokus stehen dabei multinationale Konzerne wie Google, Amazon, Apple oder Microsoft, die der Digital Economy zugeordnet werden.
Im Juli 2013 wurde der BEPS-Aktionsplan im Rahmen des G20-Gipfels in Moskau durch die OECD veröffentlicht, in dem 15 konkrete Maßnahmen zur Bekämpfung von BEPS vorgeschlagen werden.
2014 wurde der BEPS-Aktionsplan ausgearbeitet.
Der Plan sollte schrittweise bis Ende 2015 umgesetzt werden.
Das BEPS-Projekt wurde im Oktober 2015 abgeschlossen. Der konkrete Umsetzungsbedarf in Deutschland wird gegenwärtig geprüft.
In der Europäischen Union erfolgt die Umsetzung vom BEPS-Vorschlägen im Rahmen der EU-Liste der nicht kooperativen Steuergebiete. Beispielsweise ist in Deutschland am 1. Juli 2021 das Steueroasen-Abwehrgesetz in Kraft getreten, mit dem die Schlussfolgerungen des Rates der Europäischen Union zur EU-Liste nicht kooperativer Länder und Gebiete für Steuerzwecke (sog. „schwarze Liste“) umgesetzt und natürliche Personen sowie Unternehmen davon abgehalten werden sollen, Geschäftsbeziehungen zu natürlichen oder juristischen Personen in Steuerhoheitsgebieten fortzusetzen oder aufzunehmen, welche die anerkannte Standards in den Bereichen Transparenz in Steuersachen, unfairen Steuerwettbewerb und bei der Umsetzung der verbindlichen BEPS-Mindeststandards nicht erfüllen.

## Zentrale Maßnahmen des BEPS-Aktionsplans
Der Maßnahmenkatalog vom Juli 2013 enthält  15 zentrale Maßnahmen:
1. Ermittlung der steuerlichen Herausforderungen durch die digitale Wirtschaft: Hierbei sollen die Hauptschwierigkeiten, die sich durch die digitale Wirtschaft ergeben, analysiert werden und konkrete Lösungsansätze vorgeschlagen werden. An dieser Stelle ist insbesondere die Problematik der digitalen Präsenz zu nennen, ohne dass diese Unternehmen im Quellenstaat durch Begründen einer Betriebsstätte steuerpflichtig werden.
2. Neutralisierung der Effekte von sog. Hybrid Mismatch Arrangements: Unter Hybrid Mismatch Arrangements versteht man hybride Gesellschaften, die die steuerlichen Vorteile einer Personengesellschaft mit den Haftungsvorteilen einer Kapitalgesellschaften bei Outbound-Investitionen kombiniert.[13]
3. Vorschriften zur Hinzurechnungsbesteuerung sollen gestärkt werden: Hierbei sollen nationale Vorschriften zur Hinzurechnungsbesteuerung eine wichtigere Rolle einnehmen. Im deutschen Recht finden sich diese im Außensteuergesetz (§§ 7 – 14 AStG).
4. Begrenzung der Erosion von Besteuerungsgrundlagen durch Abzug von Zins- oder sonstigen Aufwendungen: Es sollen Vorschriften zur Vermeidung der Verminderung der steuerlichen Bemessungsgrundlage durch Abzug von Zinsabzug erarbeitet werden, z. B. bei überhöhten Zinszahlungen.
5. Wirksamere Bekämpfung von steuerschädlichen Gestaltungen unter Berücksichtigung von Transparenz und Substanz (siehe hierzu auch den Artikel Lizenzbox)
6. Verhinderung von missbräuchlicher Anwendung von Abkommen (sog. treaty abuse): Maßnahme 6 hat sich das Ziel gesetzt, Abkommensvorteile in unangemessenen Fällen zu verhindern. Zudem soll hervorgehoben werden, dass Doppelbesteuerungsabkommen (DBA) nicht zu doppelter Nichtbesteuerung führen sollen.
7. Künstliche Vermeidung von Betriebsstätten verhindern: Die Definition zur Begründung einer Betriebsstätte soll überarbeitet werden, damit eine künstliche Vermeidung des Betriebsstätten-Status verhindert werden kann.
8. Immaterielle Wirtschaftsgüter: Maßnahme 8 behandelt die Ausarbeitung von Vorschriften zur Vermeidung von Steuerverschiebungen durch Übertragung von immateriellen Wirtschaftsgütern zwischen verbundenen Unternehmen.
9. Risiken und Kapital: Maßnahme 9 erarbeitet Maßnahmen zur Verhinderung der Übertragung von Risiken auf Konzerngesellschaften sowie die Übertragung von Kapital (überhöhte Ausstattung).
10. Bekämpfung von sonstigen risikoreichen Transaktionen: Unter risikoreichen Transaktionen versteht man Transaktionen, die zwischen fremden Dritten nicht vorkommen würden bzw. dem Fremdvergleichsgrundsatz nicht standhalten.
11. Entwicklung von Methoden zur Erfassung und Analyse von BEPS-Daten und Gegenmaßnahmen
12. Verpflichtung von Steuerpflichtigen zur Offenlegung aggressiver Steuerplanungsmodelle
13. Überprüfung von Verrechnungspreisdokumentationen: Unternehmen haben ihre Dokumentationen, in denen die gewählten Verrechnungspreismethoden und die Höhe der Verrechnungspreise erläutert und begründet werden, transparenter für die Finanzverwaltung zu gestalten.
14. Verbesserung der Effizienz von Streitbeilegungsmechanismen: Maßnahme 14 erarbeitet einen Lösungsansatz zur besseren internationalen Zusammenarbeit und zur Beseitigung von Barrieren, die Staaten an der Beilegung von abkommensbezogenen Streitigkeiten hindern.
15. Entwicklung eines multilateralen Instruments zur Umsetzung der BEPS-Maßnahmen und zur entsprechenden Änderung von Doppelbesteuerungsabkommen (DBA)

## Beurteilung
Der Ansatz der OECD einen stärkeren Zusammenhang zwischen Wertschöpfung und Besteuerung  herzustellen setzt voraus, dass sich Wertschöpfungsaktivitäten stets zuverlässig geographisch zuordnen lassen. Dies betrifft bspw. auch schwer zu quantifizierende Skalen- und Synergieeffekte. Ditz, Pinkernell und Quilitzsch halten diese Annahme für unrealistisch.
Nach Pinkernell ist das entscheidende Problem bei der Besteuerung multinationaler Unternehmen der internationale Steuerwettbewerb. Der Fokus müsse daher darauf liegen, auf eine international möglichst einheitliche Unternehmensbesteuerung zu drängen. Ein wesentliches Problem sieht Pinkernell in steuerlichen Vorzugsregimen für Ausländer in Industrie- sowie Schwellenländern. Der Ansatz, tatsächliche Wertschöpfungsaktivitäten zu besteuern, sei wirkungslos, wenn Unternehmen Funktionsverlagerungen in Länder mit Vorzugsregimen vornehmen.

## Sonstiges
Das Großherzogtum Luxemburg will (Stand November 2016) seinen Ruf als Steueroase loswerden. Die Regierung will den Umfang der „Steuerdeals“ erheblich reduzieren und sich dem auf G-20-Ebene vereinbarten Aktionsplan gegen Gewinnverkürzung und Gewinnverlagerung (BEPS) anschließen.